# Suzémont (Haute-Marne)
Pour les articles homonymes, voir Suzémont.
Suzémont est une ancienne commune française située dans le département de la Haute-Marne et la région Grand Est. Elle est rattachée à la commune de Rachecourt en 1969.

## Géographie
Suzémont est situé sur la rive droite de la Blaise.

## Toponymie
Cette localité est mentionnée sous le nom de Susainmont vers 1172, puis Susainmons vers 1201, Soisimont en 1210, Susaynmons en 1247, Suseinmont en 1264, Sezemont en 1274, Suzémont en 1532 et Susémont au XVIIIe siècle.

## Histoire
En 1789, Suzémont dépend de la province de Champagne dans le bailliage de Chaumont-en-Bassigny et la prévôté de Wassy.
Le 1er janvier 1969, la commune de Suzémont est rattachée sous le régime de la fusion simple à celle de Rachecourt-sur-Blaise qui devient Rachecourt-Suzémont. 

## Démographie
| 1793 | 1800 | 1806 | 1821 | 1831 | 1836 | 1841 | 1846 | 1851 |
| ---- | ---- | ---- | ---- | ---- | ---- | ---- | ---- | ---- |
| 38   | 35   | 35   | 56   | 42   | 45   | 40   | 43   | 47   |

| 1856 | 1861 | 1866 | 1872 | 1876 | 1881 | 1886 | 1891 | 1896 |
| ---- | ---- | ---- | ---- | ---- | ---- | ---- | ---- | ---- |
| 45   | 46   | 44   | 38   | 32   | 33   | 32   | 36   | 43   |

| 1901 | 1906 | 1911 | 1921 | 1926 | 1931 | 1936 | 1946 | 1954 |
| ---- | ---- | ---- | ---- | ---- | ---- | ---- | ---- | ---- |
| 34   | 31   | 32   | 44   | 40   | 37   | 37   | 32   | 59   |

| 1962 | 1968 | - | - | - | - | - | - | - |
| ---- | ---- | - | - | - | - | - | - | - |
| 44   | 34   | - | - | - | - | - | - | - |